# 滇铁榄
滇铁榄（学名：Sinosideroxylon yunnanense）为山榄科铁榄属下的一个种。其种加词“yunnanense”意为“云南的”。
现接受名为滇假水石梓（Planchonella yunnanensis C.Y.Wu, 1965）。